# مخلفات سامة

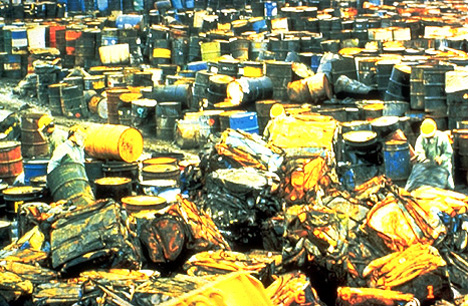
وادي الطبول، أحد مواقع تجمعات النفايات السامة، وهو يقع في كنتاكي بالولايات المتحدة الأمريكية

تمثل  المخلفات السامة  (بالإنجليزية: Toxic waste) مواد النفايات تلك التي قد تسبب الموت أو الإصابة للمخلوقات الحية. فهي تنتشر بسهولةٍ ولها القدرة على تلويث البحيرات والأنهار. وغالباً ما يستخدم ذلك المصطلح بصورةٍ متبادلةٍ مع "النفايات الخطيرة"، أو المواد المنبوذة والتي قد تسفر عن وجود مخاطرٍ طويلة الأمد على كلٍ من الصحة والبيئة.
تماماً كما هو الحال مع باقي قضايا التلوث الأخرى، بدأت النفايات السامة تمثل قضيةً حيويةً خلال فترة الثورة الصناعية. فهي غالباً ما تكون أحد منتجات الصناعة أو التجارة، إلا أنها قد تكون كذلك ناجمةً من وراء استخدام المستهلكين (مثال ذلك، منتجات التنظيف، مستحضرات التجميل، منتجات رعاية الأعشاب الخضراء)، بالإضافة إلى مجالات الزراعة (ومنها على سبيل المثال: الأسمدة الكيميائية، والمبيدات الحشرية)، وكذلك المعدات العسكرية (مثل اختبارات الأسلحة النووية، الأسلحة الكيميائية)، بالإضافة إلى التجهيزات الطبية (مثل الأدوية والخدمات الدوائية المختلفة)، مصادر الإشعاع النشط، وصناعة الضوء ومنها مثلاً مؤسسات التنظيف الجاف. وتتخذ النفايات أو المخلفات السامة العديد من الصور والتي منها السائلة، الصلبة، أو الرسوبية اللزجة، كما أنها تشتمل على المواد الكيميائية، المعادن الثقيلة، النظائر المشعة، مسببات الأمراض الخطيرة والمسممات الأخرى.
ففي الولايات المتحدة الأمريكية، تشرف كلٌ من وكالة حماية البيئة الأمريكية (بالإنجليزية: United States Environmental Protection Agency) والإدارات الحكومية التابعة لكل ولاية بالإشراف على سن وتنفيذ القوانين التي تنظم انتشار النفايات السامة والخطيرة بالبيئة. حيث تطالب وكالة حماية البيئة الأمريكية بأن يتم معالجة المخلفات السامة بمجموعة من الإجراءات والتدابير الخاصة، بالإضافة إلى التخلص من في منشآتٍ نائيةٍ على أطراف البلاد. هذا بالإضافة إلى أن للعديد من المدن الأمريكية تعمل أياماً معدوداتٍ حيث يتم جمع المخلفات والنفايات السامة فيها. ومن المواد غير المقبولة في مقالب القمامة العادية الذخيرة، المخلفات المصنعة تجارياً، الأدوات الحساسة القابلة للانفجار أو الصدمة، الإبر والحقن الطبية، المخلفات الطبية، المواد المشعة، كاشفات الدخان، النفايات القابلة للتدوير، والمواد المجهولة كذلك.
تقوم مرافق تجميع المخلفات السامة بتخزين نفاياتها تحت الأرض في مستوعبات محكمة الغلق. أما إن كان من غير المرجح للمخلفات السامة أن تهاجر، ولم تكن بالخطيرة (على سبيل المثال الرصاص في التربة)، فإنه يتم دفنها في الأرض، ثم تضاف طبقة سميكة من الطين الثابت فوقها. وغالباً ما تصبح مثل تلك البقاع في نهاية المطاف ملاعباً للغولف أو متنزهاتٍ، أو أنها تستخدم كمواقعٍ تجاريةٍ أو صناعيةٍ بعد ذلك (ويطلق عليها «حقول ملوثة» أو (براون فيلد)). تُفرض رسومٌ على ناقلات ومرافق المخلفات المختلفة، مما يدعو الكثير من العاملين في المجال إلى قلب نفاياتهم في مقالب النفايات بالمدينة لتجنب دفع مثل تلك الرسوم. إلا أن الانتهاكات من ذلك النوع تُسْفِرُ عن دفع غراماتٍ عاليةٍ في أغلب الأحوال.

## التاريخ
منذ عام 1946 وحتى فترة التسعينيات، تخلّصت الولايات المتحدة من مئات آلاف البراميل من النفايات السامة في نحو 50 موقعاً في المحيط، 50,000 برميلاً منهم قرب جزر فاراللون 50 كيلومتر خارج ساحل سان فرانسيسكو، حيث أغرقت القوات البحرية الأمريكية براميل النفايات السامة الأمريكية أولاً بحجم 55 غالون، رُمِيَّت بشكل حِرَفِي خارج السفينة، فإذا لم تغرق البراميل، يفتح المدفعيون النار لضرب البراميل لخَلْق فتحاتٍ تساعد على إغراق البراميل، الأمر الذي يؤدي إلى تسرب البلوتونيوم، السترونتيوم واليورانيوم. في حين قامت البلدان الأخرى بالتخلّص من مخلفاتها بالإغراق كذلك أثناء هذا الوقت بما فيها روسيا، الصين، اليابان، نيوزيلندا ومعظم الدول الأوربية الأخرى.

## التأثيرات الصحية

### المخلفات السامة والسرطان
غالباً ما تحتوي النفايات السامة على عوامل مسرطنة، والتعرض لهذه المواد بطريقةٍ ما، مثلما يحدث في حالات التسرب أو التبخر من المخزن، يسبب ظهور السرطان بنسبٍ أكبر في الأشخاص الذين يتعرضون لمثل تلك المواد المتسربة. على سبيل المثال، عنقود (بالإنجليزية: cancer cluster) من أمراض الدم النادرة المسببة لسرطان الدم كثرة كريات الدم الحمر والذي وُجدَ حول مواقع مقالب النفايات السامة في شمال شرق بينسلفانيا في عام 2008.
هذا ويواجه الأفراد مثل تلك المواد السامة المدفونة تحت الأرض، أو في مجاري المياه السطحية، أو حتى المتسربة إلى منابع المياه الجوفية والتي يتم سحب مياه الشرب منها، أو في مجاري مياه الفيضانات، مثلما حدث بعد وقع إعصار كاترينا. مع ملاحظة أن بعض السموم كالزئبق تبقى موجودة بالبيئة بدون تحللٍ وتتراكم. حيث غالباً ما يمتص البشر والحيوانات مثل تلك السموم عند تناول الأسماك.
يمكن تدمير المخلفات السامة المحتوية على عواملٍ مسرطنةٍ عضويةٍ من خلال الحرق في درجات الحرارة العالية، ولكنها مكلفة لسوء الحظ. على الرغم من ذلك، فإذ احتوت المخلفات على معادن ثقيلةٍ أو نظائرٍ مشعةٍ، فيجب حينئذٍ أن يتم فصلها وتخزينها على اعتبار أنها موادٍ لا يمكن تدميرها.

### المخلفات السامة وعيوب الولادة
الأطفال الذين ولدوا قرب مواقع المخلفات السامّة مثل المصانع، مواقع دفن النفايات، وأماكن الحوادث الصناعية، كانوا ذوي تُشوّهٍ جسديٍ في أغلب الأحيان، أو يعانون من حالات عجزٍ نمائيٍ. فغالباً ما يولد مثل هؤلاء الأطفال بدون عيونٍ أو أسنانٍ، أو تكون لهم أصابعٌ إضافيةٌ، وأدمغةٌ غير مكتملة النمو، مع آفاتٍ جلديةٍ، وأمراضٍ فيزيائيةٍ جدّية أخرى عديدةٍ.

### تشريعات وتنظيمات المخلفات السامة
أول تنظيمٍ لوكالة حماية البيئة الأمريكية للنفايات السامة كان في 1976. فمعظم المخلفات السامة، والتي تهدد كافة المجتمعات وتمثل بقايا المخلفات السامة الملقاة في مقالب النفايات، تم تنظيمها بشدةٍ وصرامةٍ. في حين تُعَبِّرُ بقايا مواقع المخلفات الأخرى عن عمليات التخلص من النفايات وإلقائها بصورةٍ غير مشروعةٍ. هذا وقد صاغت وكالة حماية البيئة الأمريكية العديد من القوانين قيد التنفيذ، والتي تم صياغتها بهدف تنظيم عمليات إلقاء المخلفات السامة الغير مشروعة. ومن إحدى تلك القوانين قانون الحفاظ على الموارد والانتعاش الفيدرالي (بالإنجليزية: Resource Conservation and Recovery Act)، والذي يُنَظِّم ضرورة تحديد طريقة التعامل ومعالجة المخلفات السامة وتخزينها. فهو يسجل بعضاً من المخلفات التي تعتبرها وكالة حماية البيئة مخلفاتٍ سامةٍ، أما المواد التي ليست مسجلة ضمن تلك القائمة تمثل مواداً ذات خطورةٍ قائمةٍ وغير مسموحٍ لها بأن تُلقى في مكبات النفايات العادية. كما أنه من القوانين الأخرى التي أصبحت قيد التنفيذ كذلك من قِبُلِ وكالة حماية البيئة الأمريكية قانون أو تشريع الممتاز (بالإنجليزية: Superfund)، والذي يشتمل على مجموعةٍ من اللوائح والقواعد المرتبطة بتنظيف المخلفات السامة التي يتم الإلقاء بها في مكبات النفايات بصورةٍ غير مشروعةٍ.
مما أدى إلى نشوب معركةٍ قائمةٍ فيما بين المجتمعات وعلماء البيئة في جهةٍ والشركات والمصانع من جهةٍ أخرى حول مدى حدة وصرامة مثل تلك القوانين التي تم تنظيمها وتشريعها للتصدي لسبل التخلص من النفايات السامة. فالمجتمعات وعلماء البيئة يريدون تشريعاتٍ أكثر صرامةٍ، في حين تريد المصانع والمؤسسات الختلفة تشريعاتٍ أكثر مرونةٍ أو يحاولون التخلص من بعض التشريعات المصاغة.
هذا وقد تسببت المخصبات الكيميائية في وقوع جدلٍ وخلافٍ كبير. حيث تسمح وكالة حماية البيئة الأمريكية المياه الجارية أو الرواسب المليئة بالمعادن الثقيلة بأن يتم دمجها في صناعة المخصبات التي يستخدمها المزارعون في زراعة المحاصيل الغذائية أو تباع للمستهلك. حيث تمتص النباتات مثل تلك المعادن الثقيلة والتي يتناولها الإنسان بعد ذلك، عند تناوله لمثل تلك النباتات. إلا أن لتلك المعادن الثقيلة تأثيراً سلبياً عظيماً على صحة الأطفال خاصةً.

### رسم خريطةٍ للمخلفات السامة بالولايات المتحدة الأمريكية
يُعِبِّر TOXMAP عن أحد أنظمة المعلومات الجغرافية التابعة لشعبة خدمات المعلومات الخاصة  التابعة المكتبة الوطنية الأمريكية للطب، وهو يستخدم خرائط الولايات المتحدة الأمريكية لمساعدة المستخدمين في الاستكشاف البصري للبيانات التابعة لبرنامجي الممتاز وقائمة انبعاث السموم (بالإنجليزية: Toxics Release Inventory) التابعين لوكالة حماية البيئة اللأمريكية. تمول الحكومة الفيدرالية الأمريكية نظام توكسماب. ويتم استيفاء المعلومات الصحية الكيميائية والبيئية للنظام من شبكة بيانات علم السموم التابعة للمكتبة الوطنية الأمريكية للطب  وكذلك محرك البحث بوب ميد، بالإضافة إلى بعض المصادر الموثوقة الأخرى.

## قراءات إضافية
- John Stauber and Sheldon Rampton, المياة الجارية السامة مفيدة لك, Common Courage Press, 2002, ISBN 978-1-56751-060-7
- Fred Setterberg and Lonny Shavelson, أمة سامة: الصراع لإنقاذ مجتمعاتنا من التلوث الكيميائي, Jossey-Bass, 1993, ISBN 978-0-471-57545-0